# Ẩm thực Liechtenstein

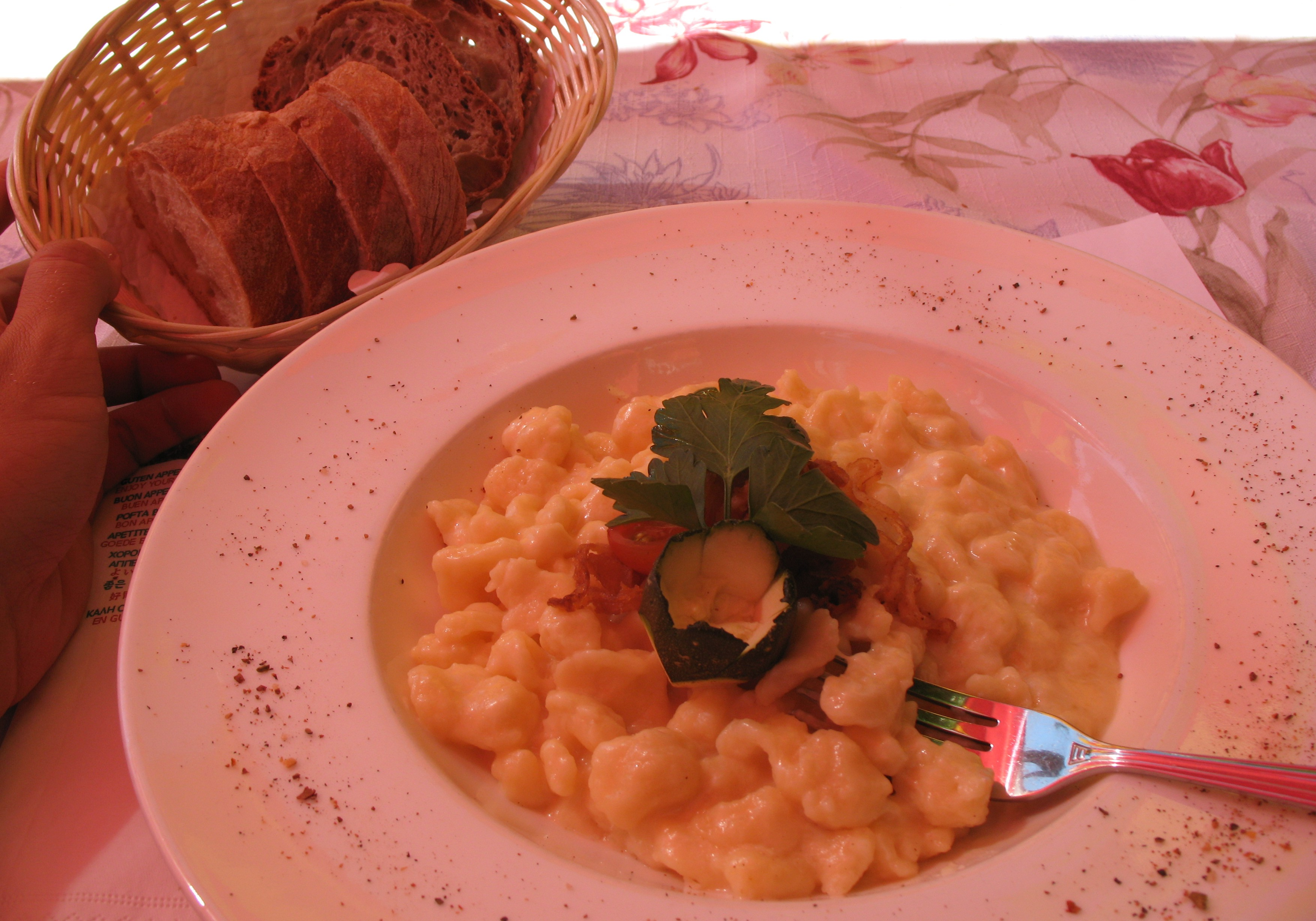
Pasta ở nhà hàng Schützengarten

Ẩm thực Liechtenstein là một nền ẩm thực đa dạng và phong phú, chịu ảnh hưởng từ các quốc gia láng giềng như Thụy Sĩ và Áo. Pho mát và xúp là những phần không thể thiếu trong ẩm thực Liechtenstein. Các chế phẩm sữa cũng rất phổ biến bởi sự mở rộng của chúng. Bên cạnh đó, rau xanh, khoai tây và bắp cải là các loại rau phổ biến ở đất nước này. Các loại thịt được tiêu thụ rộng rãi bao gồm thịt bò, gà và lợn. Việc ăn 3 bữa một ngày là phổ biến và các bữa ăn thường được bày biện một cách thịnh soạn.

## Món ăn và thức uống phổ biến

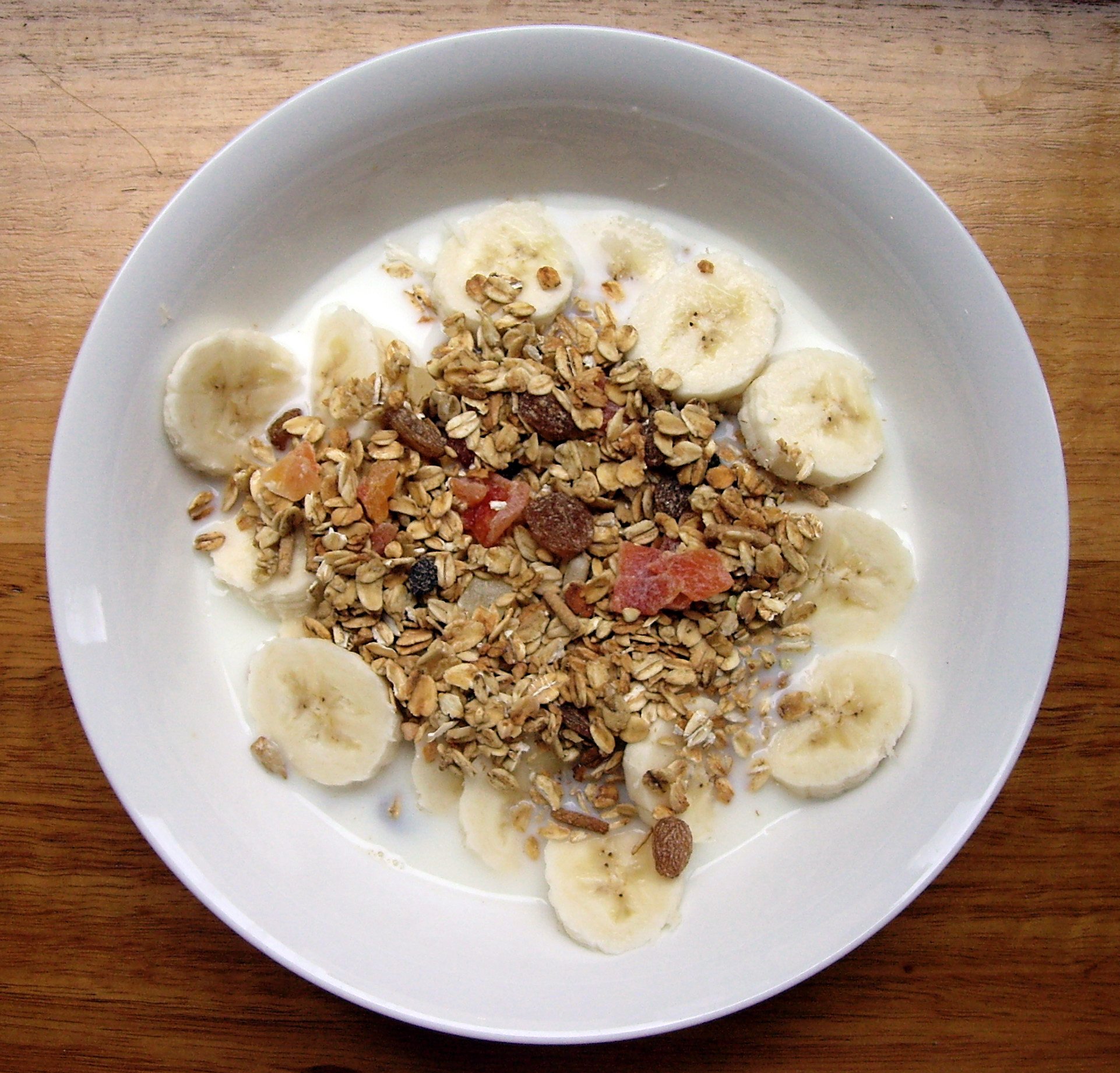
Muesli là một món ăn sáng phổ biến trong ẩm thực Liechtenstein

### Món ăn
- Măng tây thường được sử dụng rộng rãi
- Bánh mì[2]
- Hafalaab –  xúp với giăm bông hoặc thịt xông khói và bánh bao được làm từ bột ngô[4]
- Kasknopfl –  bánh bao size nhỏ phủ pho mát hoặc hành tây[3][5]
- Gan[2]
- Muesli[2] –  yến mạch cán chưa được nấu chín, trái cây và các loại hạt đã được ngâm trong nước hoặc nước trái cây
- Pastry[2]
- Ribel –  một loại hạt ngũ cốc[3]
- Rösti[1] –  một món ăn được chế biến với khoai tây nghiền thô được chiên. Nó có thể bao gồm các biến thể sử dụng thêm các thành phần bổ sung
- Bánh mì kẹp[2]
- Saukerkas –  một loại pho mát được sản xuất ở Liechtenstein
- Schnitzel –  một lát thịt mỏng được tẩm bột rồi chiên trong chất béo
- Thịt hun khói
- Torkarebl –  món cháo được làm từ hỗn hợp bột ngô, muối, sữa và nước
- Wurst –  một loại xúc xích xông khói[1]
- Sữa chua[2]

### Thức uống
- Bia[2]
- Cacao[2]
- Cà phê[2]
- Sữa –  loại thức uống được nhiều người Liechtenstein tiêu thụ[2]
- Rượu vang[2]